# Siège du Tribunal fédéral suisse
Le siège du Tribunal fédéral est un bâtiment situé dans la ville vaudoise de Lausanne, en Suisse. Il est le siège du Tribunal fédéral depuis la création de celui-ci.

## Histoire
Lorsque la Constitution suisse du 29 mai 1874 rend le Tribunal fédéral permanent et établit son siège à Lausanne, un concours d'architecture est lancé pour créer un nouveau bâtiment dans le parc de Mon-Repos. Après quelques péripéties dans le processus de sélection, c'est finalement un projet présenté par l'architecte vaudois Alphonse Laverrière en collaboration avec les Neuchâtelois Louis-Ernest Prince et Jean Béguin (qui avaient tout d'abord été déclarés vainqueurs) qui remporte le choix du jury.
Le tribunal est finalement construit entre 1922 et 1927 sous la forme d'un portique central entouré de deux ailes massives. Le décor intérieur, très imposant, conçu par ces mêmes architectes, oscille entre classicisme et modernité. De nombreux artistes et artisans d'art y ont contribué, notamment Carl Angst, Ernest Biéler, Alexandre Blanchet, Pierre-Auguste Chiara, le peintre Walter Clénin (de) ou le menuisier Albert Held. Deux ailes supplémentaires sont ajoutées à l'arrière entre 1996 et 2000 par l'architecte Fonso Boschetti. En 2011, la bibliothèque fait l'objet d'une importante rénovation.
Le bâtiment, de même que les archives du Tribunal, sont inscrits comme biens culturels suisses d'importance nationale. Si sa structure a été réalisée en béton armé, il est enveloppé d'un placage réalisé avec différentes pierres du pays (granit du Tessin, grès coquillé, arvel gris, roc du Jura, ou pierre jaune d'Hauterive).